# Jahrgang 1926/27 – Erinnerungen an die Jahre unter dem Hakenkreuz
Das Buch Jahrgang 1926/27 – Erinnerungen an die Jahre unter dem Hakenkreuz ist eine 2007 von Alfred Neven DuMont herausgegebene Anthologie, die Beiträge von Prominenten des Jahrgangs 1926/1927 versammelt. Beim Zusammenbruch des Hitler-Regimes war diese Altersgruppe um achtzehn Jahre alt. Sie berichten von ihren Erfahrungen mit der Nazi-Diktatur, dem Zweiten Weltkrieg und dem Kriegsende 1945.
Mit Beiträgen von
- Erhard Eppler, Politiker
- Dieter Hildebrandt, Kabarettist
- Anneliese Friedmann, Journalistin
- Hans-Dietrich Genscher, Politiker
- Günter de Bruyn, Schriftsteller
- Barbara Rütting, Schauspielerin
- Heinz-Horst Deichmann, Unternehmer
- Claus Arndt, Politiker
- Hans-Jochen Vogel, Politiker
- Ernst-Otto Czempiel, Politikwissenschaftler
- Carl Hahn, Manager der Automobilindustrie
- Walther Leisler Kiep, Politiker
- Uta Ranke-Heinemann, Theologin und Autorin (zu einer Online-Version dieses Beitrags siehe Weblinks)
- Wolf Jobst Siedler, Verleger
- Werner Holzer, Journalist
- Siegfried Lenz, Schriftsteller
- Sonja Ziemann, Schauspielerin
- Reinhard Appel, Journalist
- Herbert Ehrenberg, Politiker
- Manfred Messerschmidt, Militärhistoriker
- Peter Bachér, Journalist
- Friedrich-Wilhelm von Sell, Intendant
- Dieter Lattmann, Schriftsteller
- Otto Graf Lambsdorff, Politiker
- Alfred Neven DuMont, Verleger
- Karl Otto Conrady, Literaturhistoriker
- Hermann Lübbe, Professor für Philosophie

Alle Beiträge wurden original für dieses Buch verfasst, außer den Texten von Siegfried Lenz und Barbara Rütting, die auf kurz zuvor herausgegebenen Autobiographien basieren.